# Nine Destinies and a Downfall
Nine Destinies and a Downfall är det norska gothic metal-bandet Sirenias tredje studioalbum, utgivet 2007 av skivbolaget  Nuclear Blast.

## Låtförteckning
1. "The Last Call" – 4:45
2. "My Mind's Eye" – 3:41
3. "One by One" – 5:28
4. "Sundown" – 5:05
5. "Absent Without Leave" – 4:54
6. "The Other Side" – 3:55
7. "Seven Keys and Nine Doors" – 4:55
8. "Downfall" – 4:44
9. "Glades of Summer" – 5:36
10. "My Mind's Eye (Radio edit)" – 3:17

- Text & musik: Morten Veland

## Medverkande
Musiker (Sirenia-medlemmar)
- Morten Veland – sång, gitarr, keyboard, basgitarr, programmering
- Monika Pedersen – sång
- Jonathan A. Perez – trummor

Bidragande musiker
- Sandrine Gouttebel – kör
- Damien Surian – kör
- Mathieu Landry – kör
- Emmanuelle Zoldan – kör

Produktion
- Terje Refsnes – producent, ljudtekniker
- Morten Veland – producent, ljudtekniker, ljudmix
- Hans Eidsgard – ljudtekniker
- Tue Madsen – ljudmix, mastering
- Timo Pollinger – omslagsdesign
- Anthony Clarkson – omslagskonst